# Lena Wies
Lena Wies (Untertitel: Ein Gedenkblatt) ist eine biografische Erzählung von Theodor Storm.

## Handlung
Storm berichtet aus dem Leben der Lena Wies: Als kleiner Junge ging er oft abends in die Bäckerei, die von Lena und ihren Eltern betrieben wurde. Außer Brot verkauften sie auch Milch von den eigenen Kühen. Lena war zu der Zeit etwa 30 Jahre alt. Ihr Gesicht war von Blatternnarben gezeichnet, was sie aber anscheinend mit Humor nahm. Storm durfte mit der Familie in der Wohnstube am Ofen sitzen und zuhören, wie Lena auf Plattdeutsch Geschichten erzählte, unter anderem auch die Sage vom Schimmelreiter, was er als eine sehr angenehme Erinnerung behalten hat. Wenn die Uhr zehn schlug, musste er sich auf den Heimweg machen.
Später verließ er die Stadt, um zu studieren. Als er zurückkam, war Lenas Vater gestorben, einige Zeit darauf stirbt auch die Mutter. Lena nimmt eine junge Verwandte im Haus auf und betreibt zusammen mit ihr die Bäckerei weiter.
Storm erwähnt, dass „die Dänenherrschaft [ihn] aus dem Lande trieb“ und er Lena nur noch selten wiedersah. Wenn er sie aber besuchte, saß er wie einst als Kind mit in der Wohnstube und hörte sich ihre Geschichten an – nur dass statt des alten Ehepaars (Lenas Eltern) nun ein junges (Lenas Nichte und ihr Mann) dabei war.
Als er Lena zum letzten Mal sieht, ist sie schon von einer langen und schweren Krankheit gezeichnet. Sie erhebt sich noch einmal von Krankenbett, um eine Gruppe von Jungen, die auf der Straße einen anderen Jungen ärgern, zur Ordnung zu rufen. Diese Szene zeigt, dass sie trotz ihres Alters und ihrer Krankheit immer noch Respekt genießt.
Bald darauf stirbt Lena, und der Erzähler besucht sie nun auf dem Kirchhof, wo sie im Grab ihrer Eltern liegt.

## Veröffentlichung und Rezeption
Der Text entstand 1870 und wurde 1873 in der Zeitschrift Deutsche Jugend. Jugend- und Familienbibliothek (Band 1, Heft 3) veröffentlicht, illustriert von Fedor Flinzer. In Storms Gesammelten Schriften (1877–1889) erschien er in der Sammlung Zerstreute Kapitel. 2013 erschien er als Hörbuch, gelesen von Hans-Peter Bögel.
Nach der Protagonistin der Geschichte wurde in Husum eine Straße, der Lena-Wies-Ring, benannt.

## Quelle
- Theodor Storm: Lena Wies. In: Ausgewählte Novellen. Erster Band. Leipzig: Insel Verlag 1953, S. 270–280.